# Casa de Della Torre

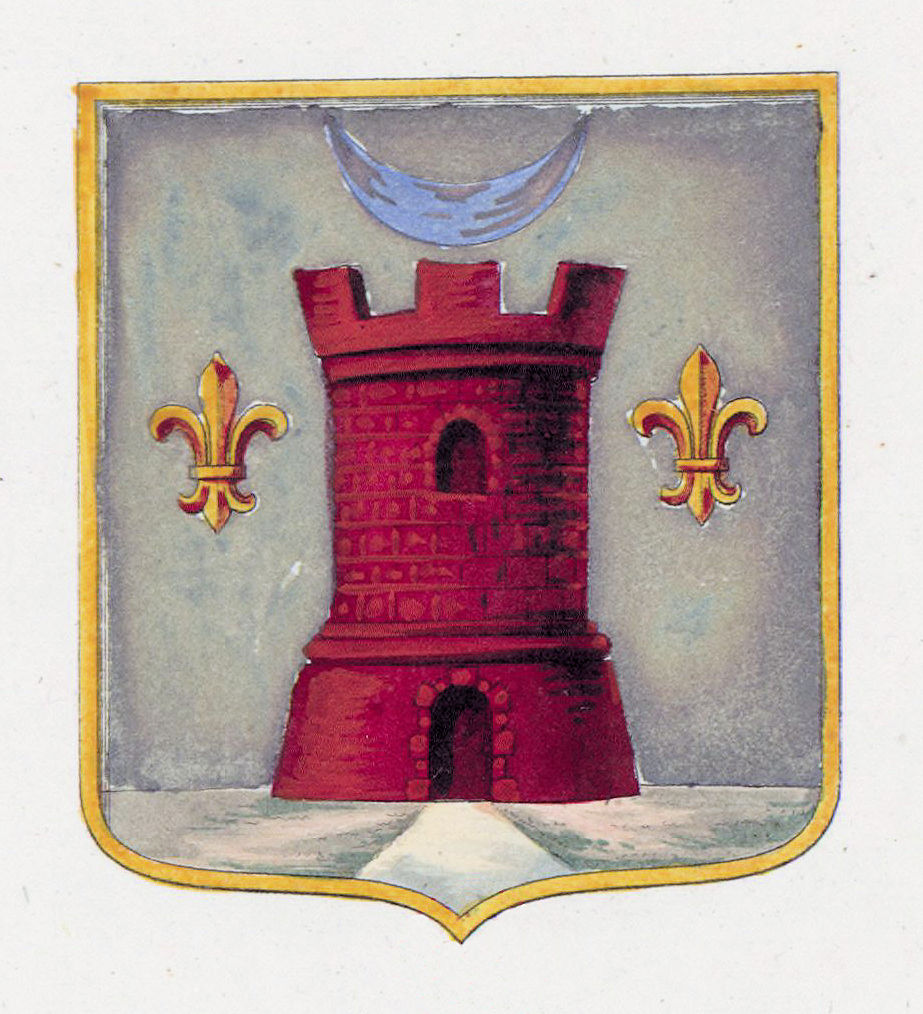
Primer escudo de armas de los Della Torre (1159).

La familia Della Torre (Dalla Torre, Torriani o de la Turre en latín medieval) es una antigua familia de la nobleza italiana. Dominaron la Lombardía durante la Baja Edad Media y fueron titulares del señorío de Milán. Pasaron a controlar gran parte del norte de Italia entre los siglos XII y XIV, hasta ser derrotados por la poderosa familia Visconti, sus principales rivales.
Eran integrantes históricos del partido Guelfi y han ostentado títulos de príncipes, duques, condes, marqueses y otras distinciones vinculadas a órdenes de caballería. También aparecen Cardenales y un papa, Clemente XIII, Carlo Della Torre di Rezzonico, entre sus miembros.

## Miembros destacados
La familia se ha dividido en diferentes ramas a lo largo de toda Italia, especialmente en Lombardía, Friuli, Véneto, Emilia-Romaña, Toscana, Piamonte, Lacio y Campania.
Algunos integrantes:

Armas de Napoleón Della Torre (1274).

Armas de Antonio Della Torre.

- Martíno Della Torre, señor de Milán.
- Napoleón Della Torre, señor de Milán, vicario imperial.
- Guido Della Torre, señor de Milán (1302).
- Jacobo Della Torre conocido como Jacopo da Forlí, profesor universitario, médico y erudito del siglo XIV.
- El Beato Antonio Della Torre, médico. Fue beatificado por el Papa Clemente XIII.
- Giacomo Antonio Della Torre, obispo de Cremona desde 1476 hasta 1486.
- Marcantonio Della Torre (1481), anatomista.
- Cardenal Michelle Della Torre, (n. en Údine, 1511 - f. Ceneda, 1586).
- Francesco Torriani, consejero del emperador Fernando I y barón imperial y embajador en Venecia (1558).
- Carlo Torriani, gobernador de Trieste en 1666.
- Gianello Torriani ingeniero y matemático del siglo XVI. Cercano a Carlos V a España.
- Enrico Matteo von Thurn-Valsassina, noble bohemio y diplomático del siglo XVII.
- Papa Clemente XIII, Carlo della Torre di Rezzonico (n. Venecia 1693, f. Roma 1769).
- Lucio Della Torre, señor del castillo de Villalta: famoso por su brutalidad. Estuvo al frente de una banda de brigadas en los territorios de la Serenísima. Fue ejecutado en Gradisca, el 3 de julio de 1723 a la edad de 28 años.
- Monseñor Giacinto Della Torre (1757-1814), arzobispo de Turín 1805-1814.
- Profesor Pier Luigi Della Torre (1887-1963 ), médico neuroquirúrgico de fama europea, fundador de la galería de arte Treviglio.
- el Siervo de Dios Carlo Della Torre (1900-1982), misionero salesiano, nacido en Cernusco sul Naviglio y fallecido en Bangkok en Tailandia .
- Gian Giacomo della Torre Piccinelli , juez y presidente del Tribunal de Apelación de Milán hasta 1998.
- Karl Wilhelm von Della Torre, originario de la rama de Trentino de la familia, que más tarde se trasladó a Innsbruck. Fue botánico y zoólogo, profesor de la Universidad de Innsbruck desde 1895.
- Raimundo Della Torre e Tasso, duque de Castel Diuno.
- Alejandro Della Torre e Tasso, perteneciente a la rama bohemia de la casa principesca de Thurn y Taxis.
- Carlos Della Torre e Tasso, III duque de Castel Diuno.
- Horacio Amadeo Della Torre, médico y Prior General de la Orden de los Caballeros Templarios en Argentina.[1]